# Nikolai Alexandrowitsch Lwow

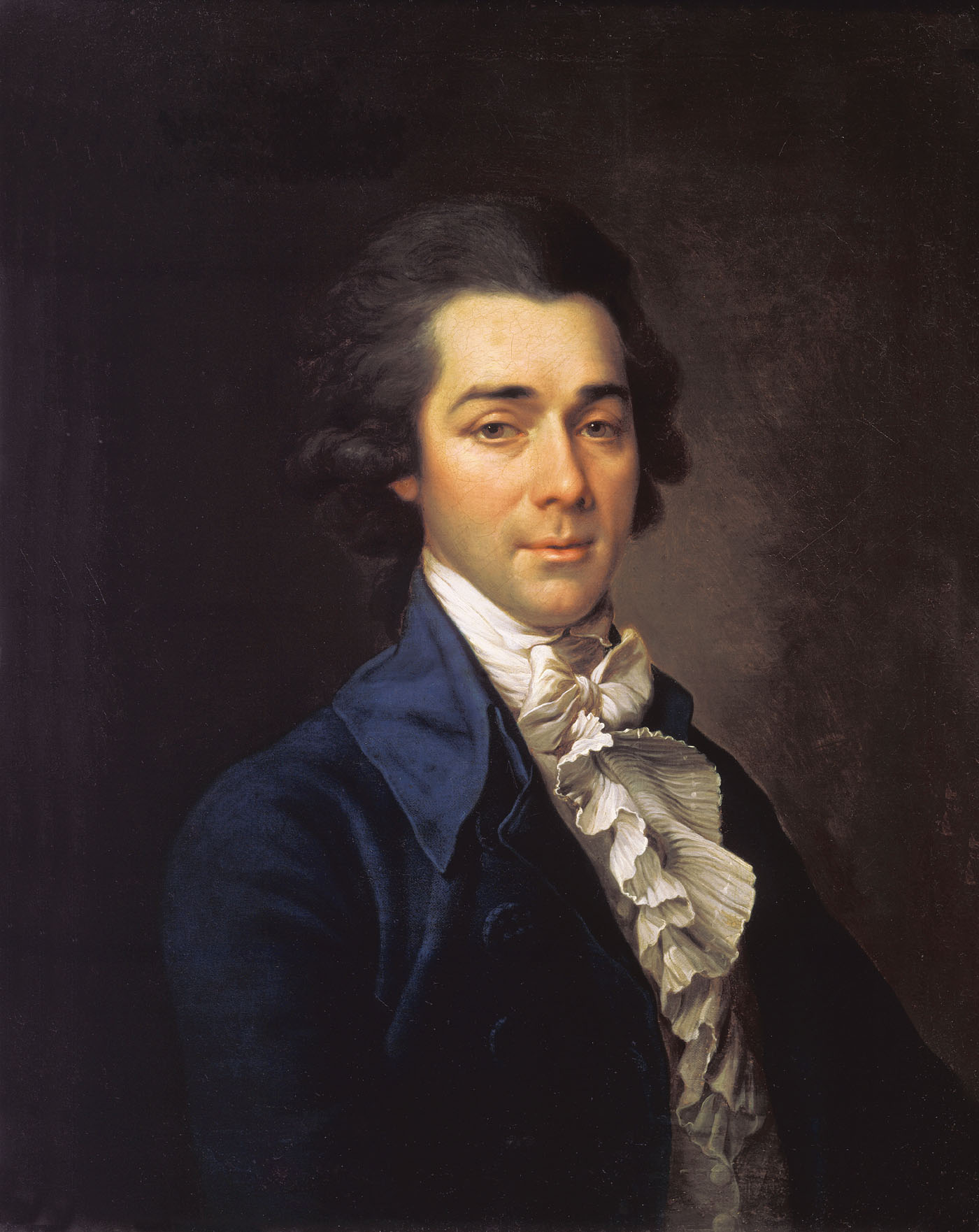
Nikolai Alexandrowitsch Lwow (D. G. Lewizki, 1780er Jahre, Russisches Museum)

Nikolai Alexandrowitsch Lwow (russisch Николай Александрович Львов; * 4. Maijul. / 15. Mai 1753greg. auf dem Landgut Nikolskoje bei Torschok; † 22. Dezember 1803jul. / 3. Januar 1804greg. in Moskau) war ein russischer Vertreter der Aufklärung und Architekt des Klassizismus.

## Leben
Lwow stammte aus der alten Adelsfamilie Lwow des Gouvernements Twer. Sein Vater Alexander Petrowitsch Lwow besaß nur ein kleines Landgut. 1769 trat Lwow in die Fußartillerierotte des Ismailowski-Leibgarde-Regiments in St. Petersburg ein, für das er schon als Kind angemeldet war. In der Bibikow-Schule des Regiments gründete er den Kreis der vier Vernünftigen mit Nikolai Petrowitsch Ossipow und N. und P. Jermolajew.
Lwow begann seine Karriere im Staatsdienst im Kollegium für Auswärtige Angelegenheiten. Als diplomatischer Kurier reiste er viel in die deutschen Fürstentümer und nach Dänemark sowie später nach London, Madrid, Paris und in die Niederlande. Auf einer privaten Italien-Reise besuchte er Livorno, Pisa, Florenz, Bologna und Venedig.
1779 ließ Lwow sich heimlich mit Marija Alexejewna Djakowa (1755–1807) trauen. Zu dem Kreis um Lwow gehörten seine Schwäger Gawriil Romanowitsch Derschawin, Wassili Wassiljewitsch Kapnist, Iwan Iwanowitsch Chemnitzer, Dmitri Grigorjewitsch Lewizki, Wladimir Lukitsch Borowikowski und Jewstignei Ipatowitsch Fomin.
Lwow beschäftigte sich mit Architektur, Archäologie, Chemie, Geologie und Mechanik. Er sammelte Volkslieder, übersetzte Anakreontische Lieder in Versen und war ein talentierter Zeichner und Graveur. 1783 wurde er in die Russische Akademie gewählt. 1785 wurde er Ehrenmitglied der Akademie der Künste. 1787 schrieb er das Libretto für eine Komische Oper Fomins. Er plante die Sterne und Zeichen für den Orden des Heiligen Wladimir und den Orden der Heiligen Anna. Er bereitete ein Wörterbuch der Künstler und Künste vor, das aber nicht herausgegeben wurde und dessen Manuskript verloren ging. 1798–1799 verfasste und veröffentlichte er die beiden Chroniken über die alte Rus von Rjurik bis zum Ende Iwans IV. und über Russland vom Beginn bis zur Schlacht bei Poltawa.
Als Architekt wurde Lwow bekannt durch seine Bauten in St. Petersburg und Umgebung und die Herrenhäuser in den Gouvernements Twer, Nowgorod und Moskau. Er war ein Vertreter des Palladianismus. Er übersetzte Andrea Palladios I quattro libri dell’architettura und gab sie heraus. Er suchte nach neuen Baustoffen. Er entwickelte Methoden für den Lehmbau und für die Heizung und Belüftung von Gebäuden, die er 1795 veröffentlichte. 1799 erschien der zweite Teil mit der Calorifère-Heizung. Ein dritter Teil wurde nach Lwows Tod herausgegeben.
Im Sommer 1803 wurde Lwow von Alexander I. in den Kaukasus und auf die Krim abkommandiert, um die dortigen warmen Wässer zu erschließen. Er hielt sich in der Donkosaken-Oblast auf, zeichnete viel und öffnete zwei Quellen bei Pjatigorsk.
Lwow hatte zwei Söhne und drei Töchter, die nach dem Tod der Eltern bei ihrem Onkel Gawriil Romanowitsch Derschawin lebten. Lwows älteste Tochter Jelisaweta (1788–1864) heiratete 1810 den Musikwissenschaftler und Schriftsteller Fjodor Petrowitsch Lwow. Lwows Sohn Alexander war Offizier, Kunstfreund und Großvater der Politiker Nikolai Nikolajewitsch Lwow und Wladimir Nikolajewitsch Lwow. Lwows Tochter Wera (1792–1873) war verheiratet mit dem Generalmajor und Dichter Alexei Wassiljewitsch Wojeikow und Großmutter des Malers Wassili Dmitrijewitsch Polenow. Die jüngste Tochter Praskowja (1793–1839) war verheiratet mit dem Historiker Konstantin Matwejewitsch Borosdin.
2004 wurde im Zentrum Torschoks ein Lwow-Denkmal errichtet.

## Werke

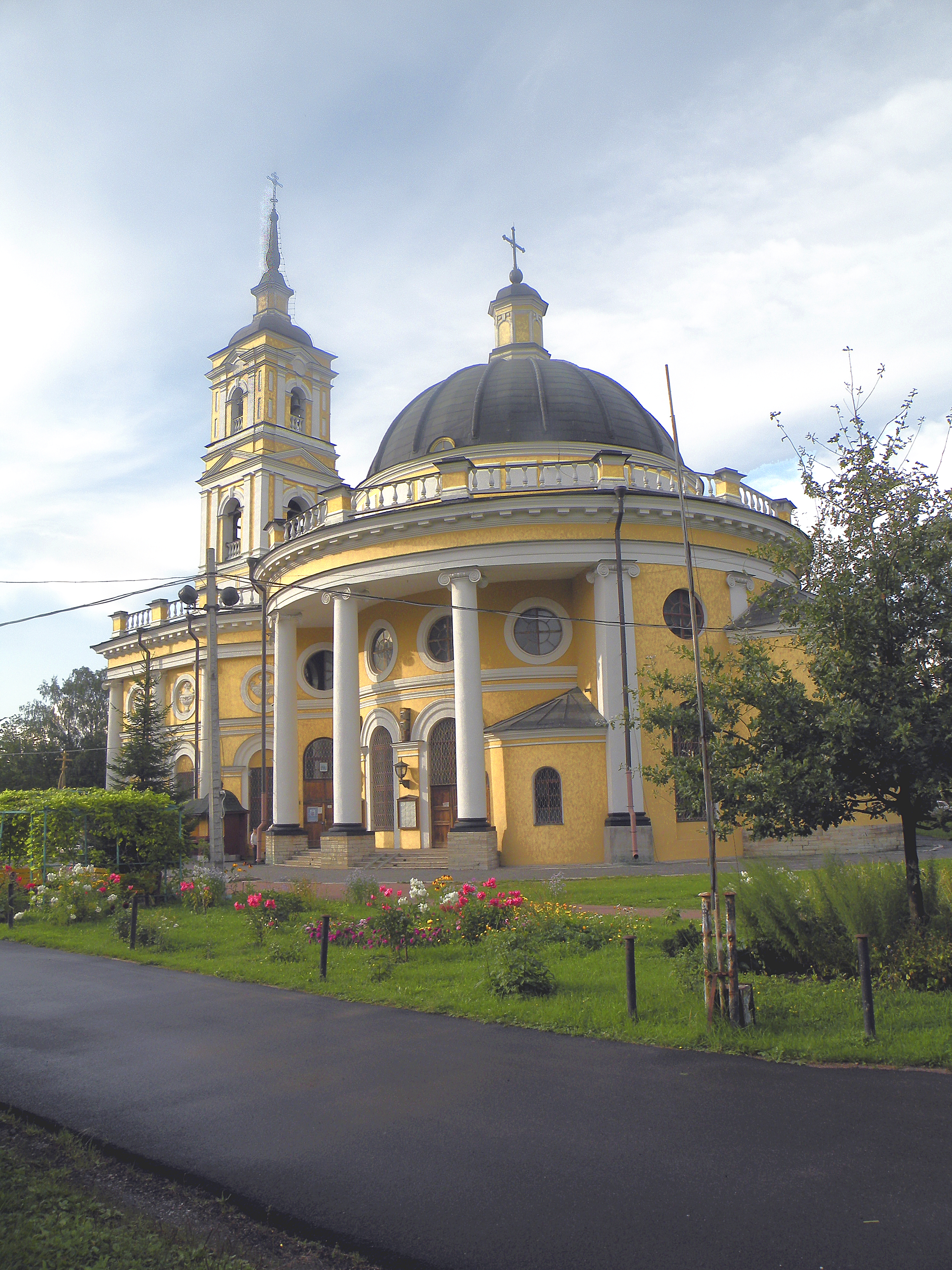
Elijakirche (1782–1785), St. Petersburg
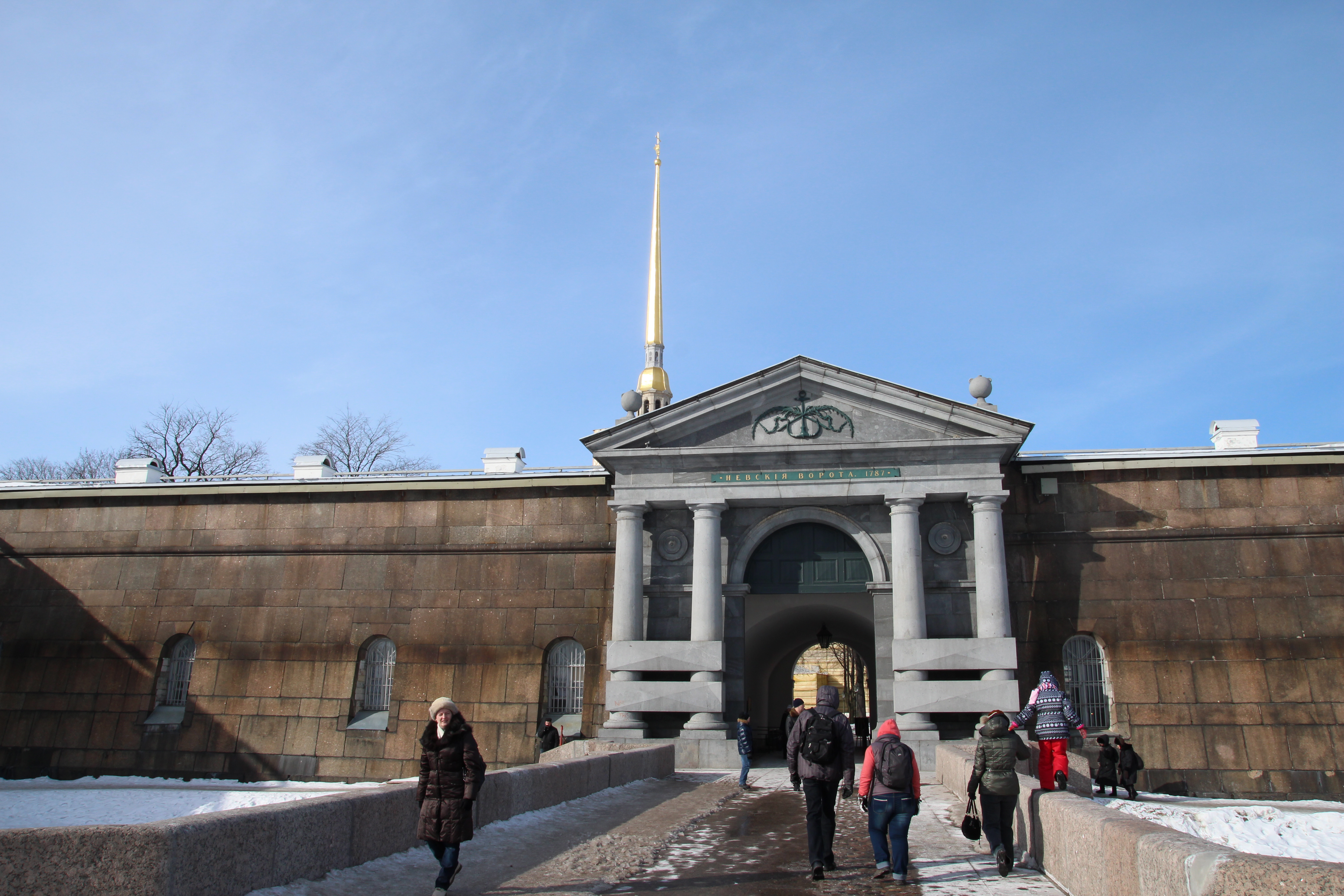
Newski-Tor (1784–1787), Peter-und-Paul-Festung, St. Petersburg
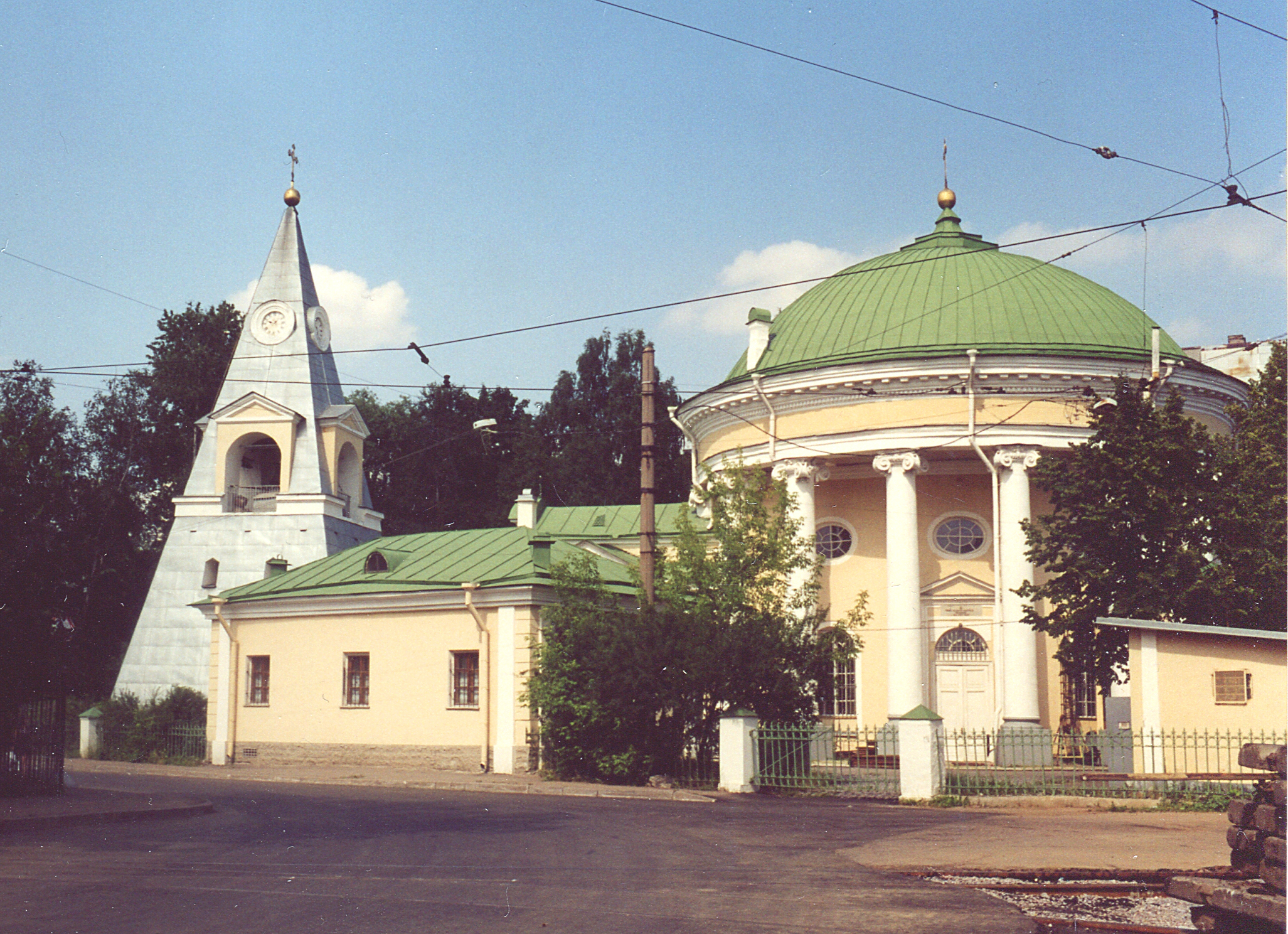
Dreifaltigkeitskirche (1785–1790), Alexandrowskoje, St. Petersburg
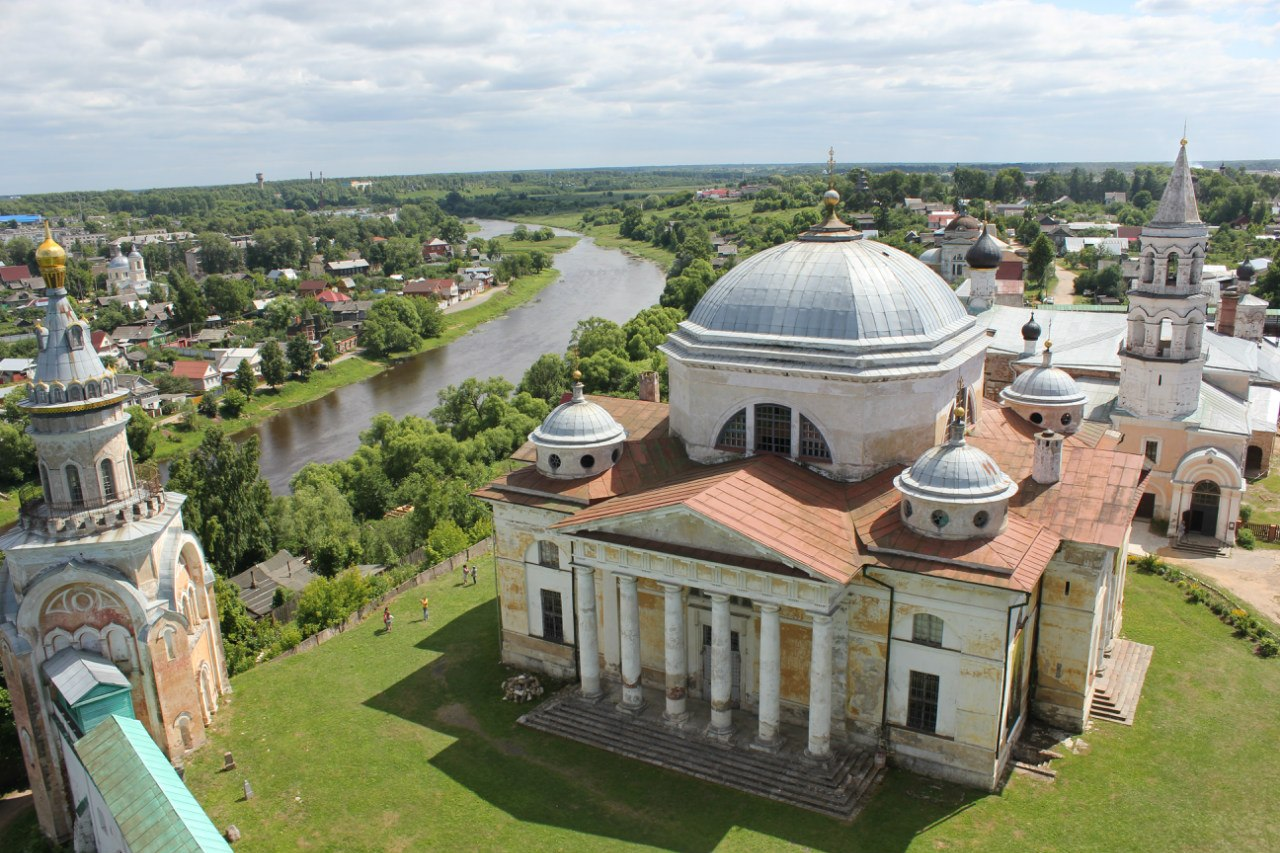
Kathedrale des St.-Boris-und-Gleb-Klosters in Torschok (1785–1796)
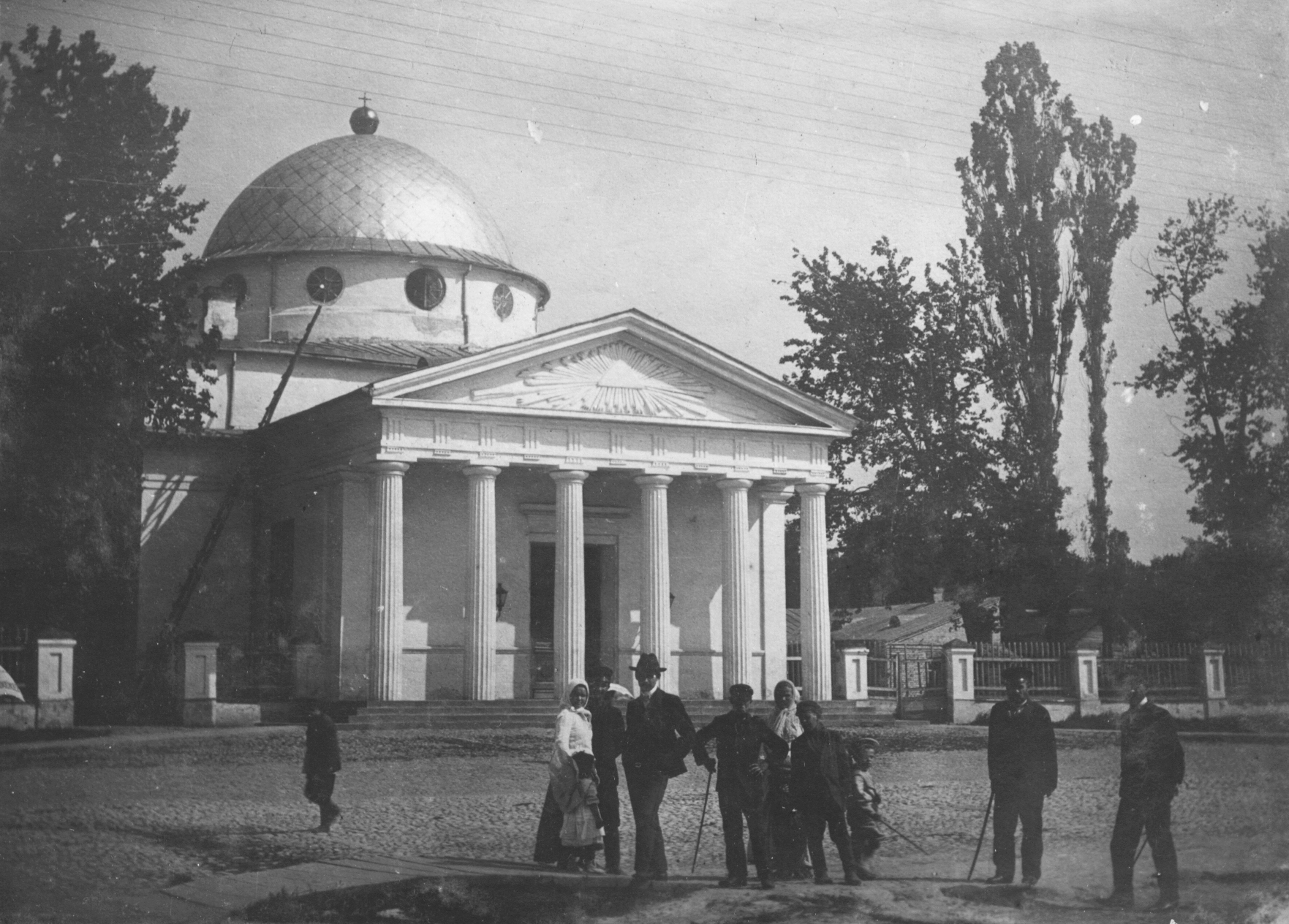
St.-Josef-Kathedrale in Mogiljow zur Erinnerung an das Treffen Katharinas II. mit Joseph II. (1938 abgerissen)
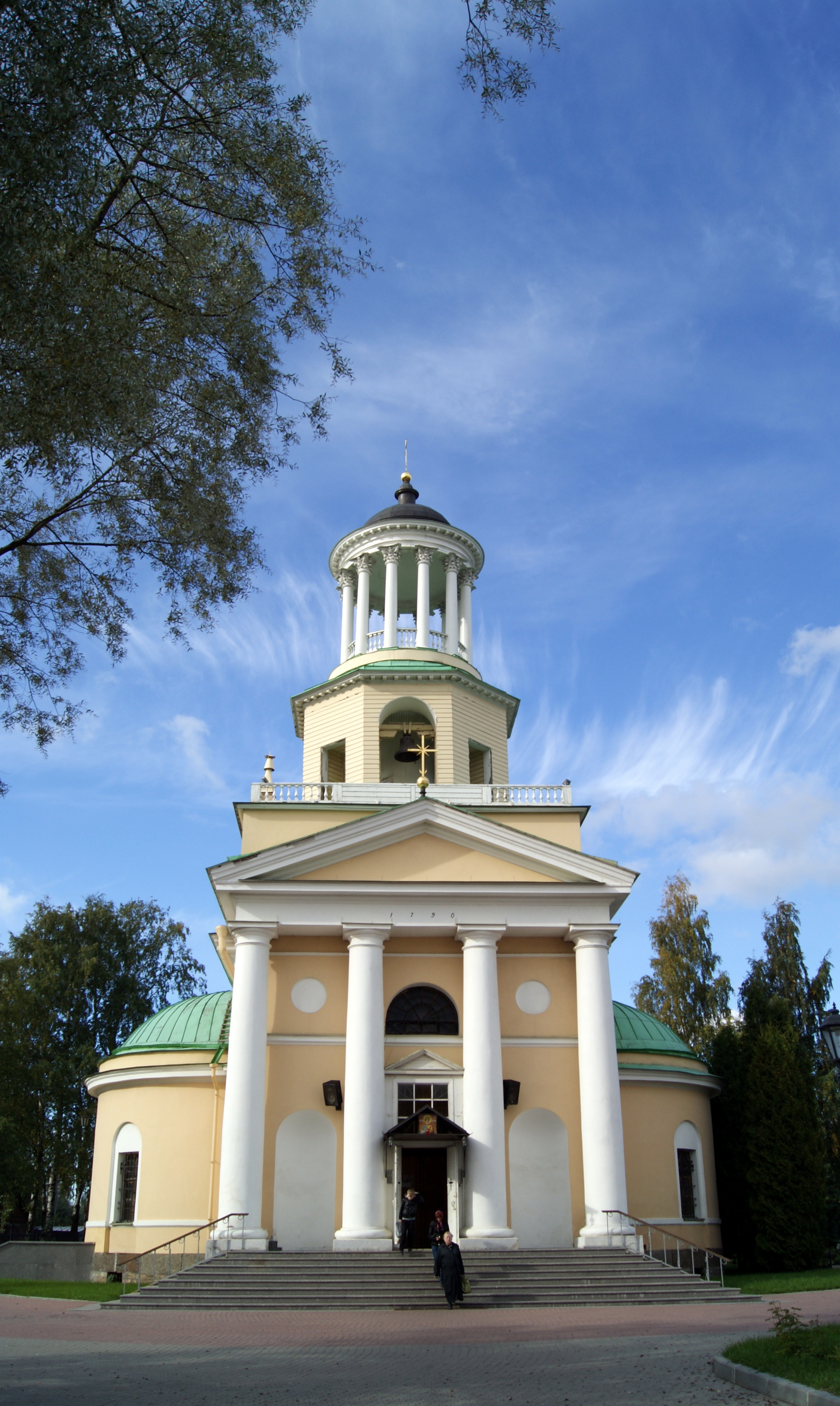
Katharinenkirche (1786–1790), Murino, Wsewoloschsk
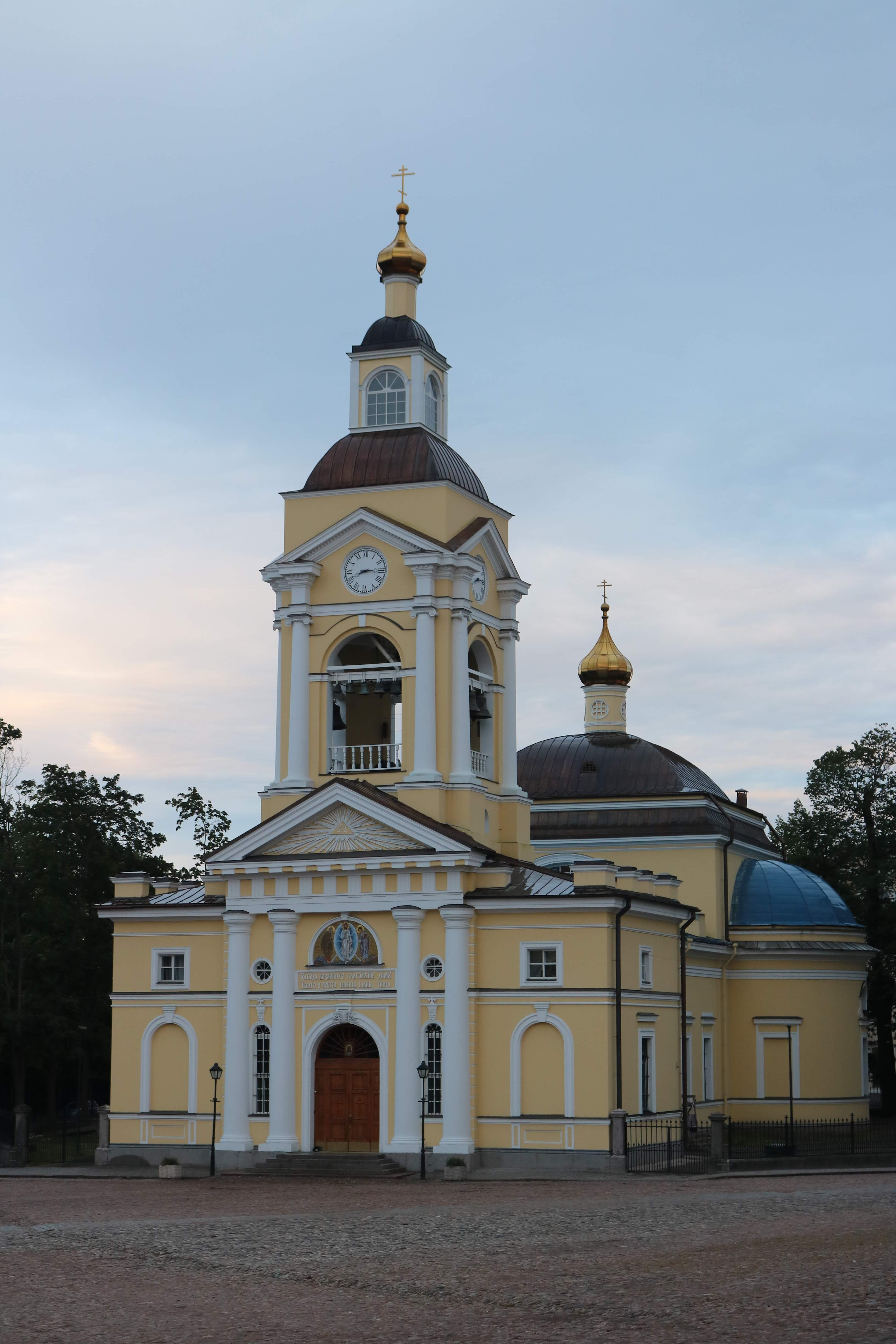
Preobraschenski-Kathedrale (1787–1892), Wyborg
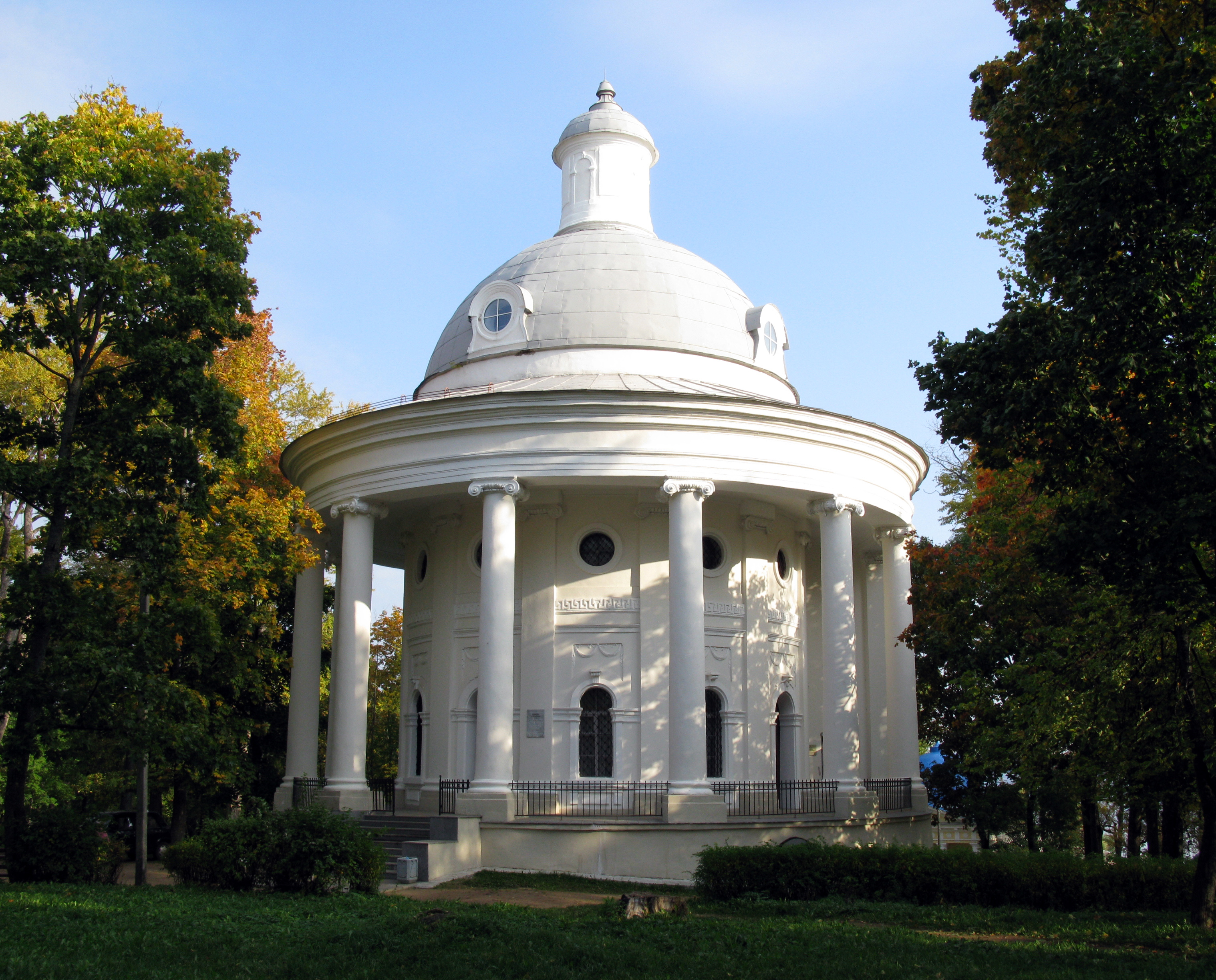
Katharinenkirche (Lwow-Rotunde, 1786–1794), Waldai
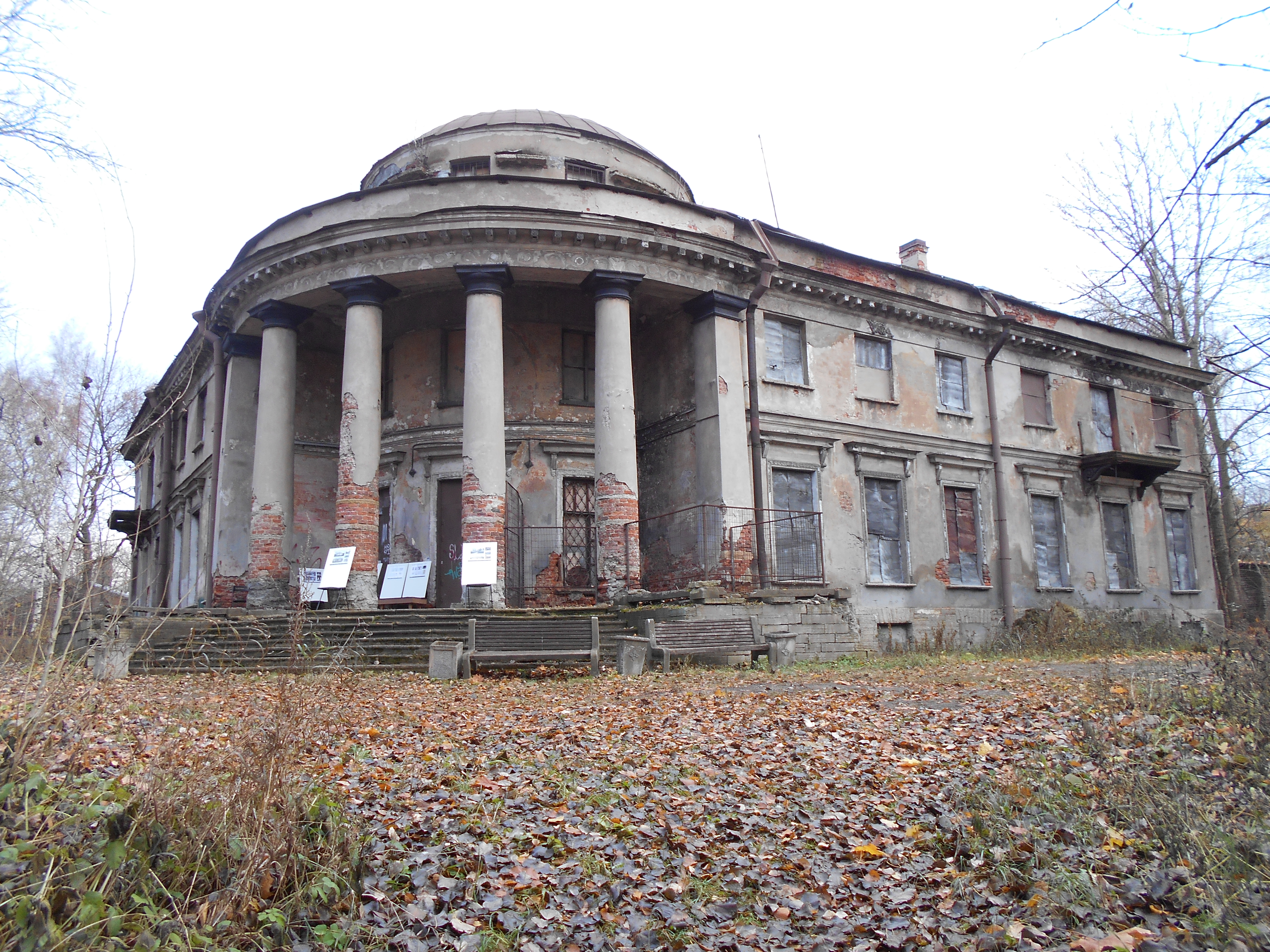
Utkin-Datsche (1790er Jahre), Utkin-Prospekt, St. Petersburg
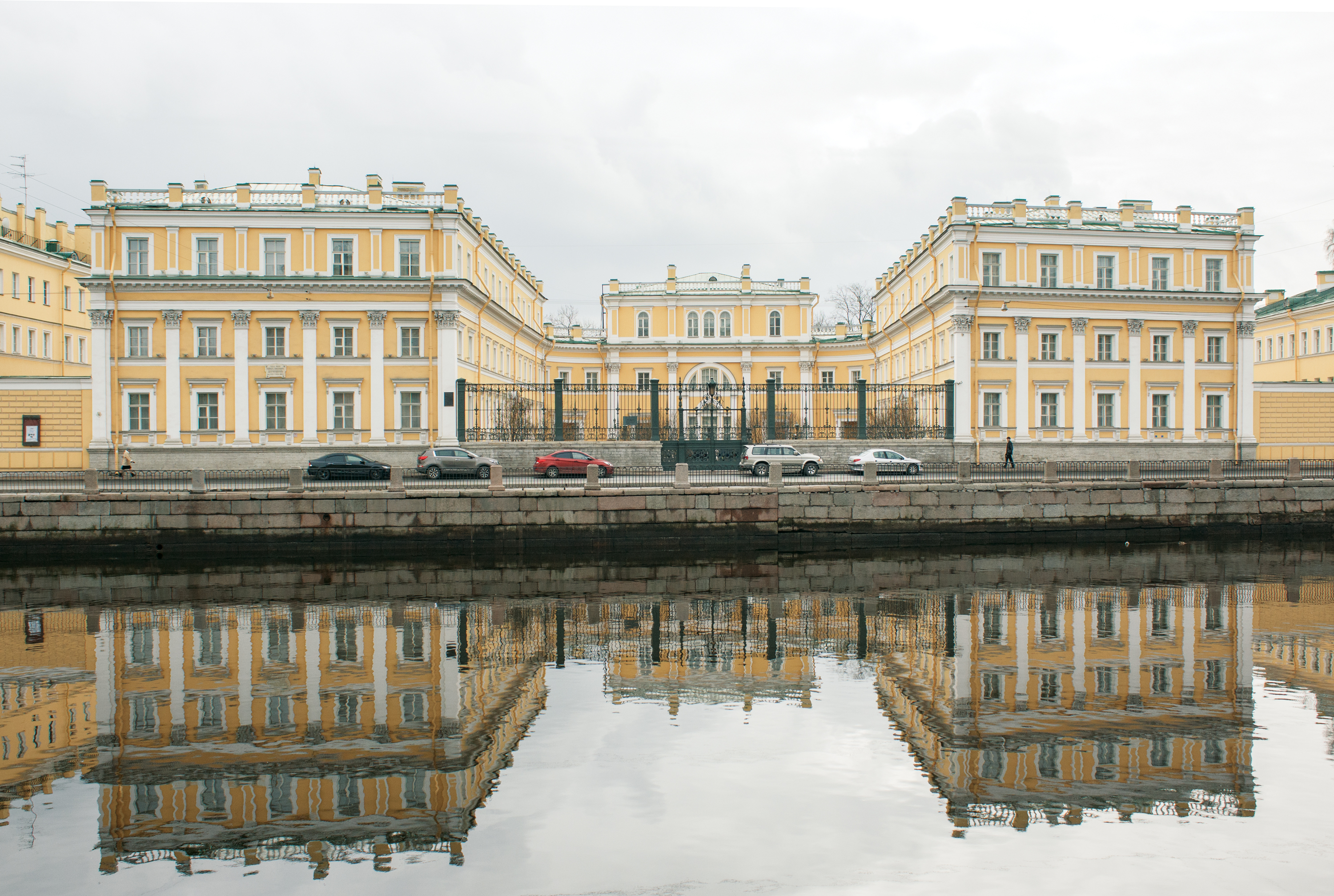
Herrenhaus G. R. Derschawin (G. P. Pilnikow 1791–1793, Lwow 1798–1806, A. M. Gornostajew 1846–1850), Fontanka-Ufer, St. Petersburg
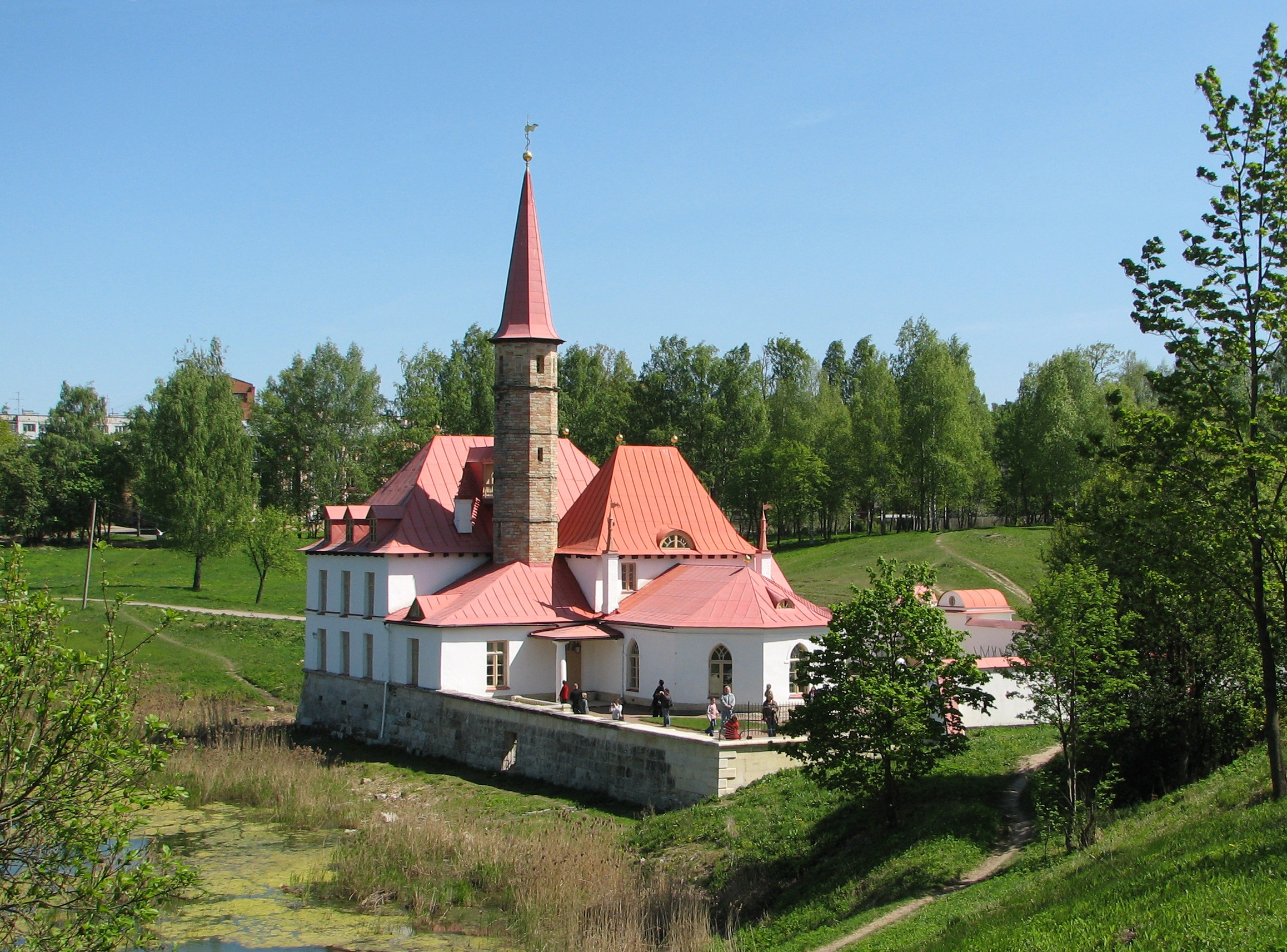
Priorat (1798–1799), Gattschina